# Municipio de St. Lawrence (Dakota del Sur)
El municipio de St. Lawrence (en inglés: St. Lawrence Township) es un municipio ubicado en el condado de Hand en el estado estadounidense de Dakota del Sur. En el año 2010 tenía una población de 61 habitantes y una densidad poblacional de 0,64 personas por km².

## Geografía
El municipio de St. Lawrence se encuentra ubicado en las coordenadas 44°30′19″N 98°52′18″O / 44.50528, -98.87167. Según la Oficina del Censo de los Estados Unidos, el municipio tiene una superficie total de 94.93 km², de la cual 94,91 km² corresponden a tierra firme y (0,02 %) 0,02 km² es agua.

## Demografía
Según el censo de 2010, había 61 personas residiendo en el municipio de St. Lawrence. La densidad de población era de 0,64 hab./km². De los 61 habitantes, el municipio de St. Lawrence estaba compuesto por el 98,36 % blancos, el 1,64 % eran de otras razas. Del total de la población el 1,64 % eran hispanos o latinos de cualquier raza.